# CKB–39
A CKB–39 (orosz betűkkel: ЦКБ–39), teljes nevén a 39. sz. Különleges Tervezőiroda a Szovjetunióban az 1930-as évek elején működött, az  OGPU által fenntartott és ellenőrzött, büntetőintézményként funkcionáló, repülőgépek tervezésével foglalkozó tervezőiroda volt, ahol politikai okokból letartóztatott repülőgép-tervezők dolgoztak.
Az intézményt 1929 decemberében hozták létre VT jelzéssel (vnutrennyaja tyurma, magyarul: belső börtön). Kezdetben az OGPU Butirka börtönében működött, ahol két szobában helyezték el a rajzasztalokat és a tervezőmunkához szükséges egyéb eszközöket. A fogvatartottakat meglátogatta Jakov Alksznisz, a szovjet légierő parancsnok-helyettese és feladatul szabta a tervezőiroda számára 1930. márciusi határidővel egy együléses, léghűtéses motorral felszerelt, a külföldi gépekkel repülési jellemzőkben  összemérhető  vadászrepülőgép megtervezését. Az iroda adminisztratív vezetőjévé Anatolij Gorjanov-Gornijt, a tervezőiroda vezetőjévé Dmitrij Grigorovicsot, helyettesévé Nyikolaj Polikarpovot nevezték ki. Miután a szükséges rajzokat elkészítették, szükségessé vált egy olyan helyiség, ahol a repülőgépet megépíthették. Ezért a tervezőirodát átköltöztették a moszkvai Központi Repülőtér mellett működő 39. sz. repülőgépgyár egy elkülönített részére. Ekkor a tervezőirodát átnevezték CKB–39-re és az OGPU Gazdasági Igazgatósága műszaki részlegének rendelték alá. A tervezőiroda a repülőgépgyár egyik hangárjában kapott helyet, amelyet az OGPU munkatársai őriztek. A hangárt két részre osztották, egyik része a lakóhelyiség volt, a másik részében volt a tulajdonképpeni tervezőiroda.
A vadászrepülőgép – amely kezdetben a VT–11, később az I–5 típusjelzést kapta – tervei 1930 márciusára elkészült. Az OGPU ezután egy hónapos határidőt adott a repülőgép megépítésére. A gépet sikerült határidőn belül, 1930. április 27-ére megépíteni. A sikeres próbákat követően az OGPU vezetése újabb gépek kifejlesztésével bízta meg a tervezőirodát.
Az iroda mindössze két évig működött, 1932. végén feloszlatták, a tervezőket pedig más tervezőirodákhoz küldték. A később sorozatban gyártott I–5 vadászrepülőgépen kívül nagyrészt ott fejlesztették ki az I–Z ágyús vadászrepülőgépet, a TS–1 csatarepülőgépet, valamint az MDR–3, MBR–2 és MDR–2 repülő csónakokat.
A CKB–39-ben végzett munkát különböző időszakokban Alekszandr Nadaskevics, I. M. Kosztikin, megfordult ott Alekszandr Jakovlev és V. B. Savrov is. Az iroda legnagyobb létszáma kb. 300 fő volt. A repülőgép-tervezőkön kívül kisebb létszámban más szakembereket – pl. motortervezőket, pilótákat – is fogva tartottak a CKB–39-ben. A motortervezők az I–5 vadászrepülőgéphez hasonló sikereket nem értek el, ezért őket csak később, 1933-ban engedték szabadon.